# شرکت اتوبوسرانی کوهستان ساحلی
شرکت اتوبوسرانی کوهستان ساحلی (انگلیسی: Coast Mountain Bus Company) اپراتور قرارداد خدمات حمل و نقل اتوبوس در مترو ونکوور است و یک شرکت تابعه کاملاً متعلق به اداره حمل و نقل سواحل جنوبی بریتیش کلمبیا است که در محلی به عنوان TransLink شناخته می‌شود، نهاد مسئول حمل و نقل عمومی در منطقه. اتوبوس‌ها بخشی از شبکه حمل و نقل یکپارچه لوئر مین‌لند را تشکیل می‌دهند.